# Créole libérien
Le créole libérien (kreyol ou Liberian Pidgin English) est un créole à base lexicale anglaise parlé au Liberia.

## Caractéristiques
Le kreyol s'est développé depuis l'anglais du Liberia, sa phonologie doit beaucoup au langues nigéro-congolaises. Il est décrit comme un mésolecte et donc pas comme un pidgin pleinement distinct de l'anglais mais comme une variante de l'anglais parlé en Afrique de l'Ouest.
Le kreyol trouve son origine parmi les Afro-Américains anglophones qui émigrèrent au Liberia depuis le sud des États-Unis entre 1819 et 1860. Il a emprunté un peu de son vocabulaire au français et à des langues d'Afrique de l'Ouest.

## Utilisation
Le créole libérien est parlé par 1 613 000 personnes, dont 113 000 l'on apprise comme langue maternelle (2015) et 1,5 million comme langue seconde.
Il est surtout utilisé comme lingua franca à l'intérieur du Liberia, mais actuellement, l'anglais est plus répandu.
Il est utilisé comme langue seconde par les locuteurs du bassa et du gbii (en).
Proche historiquement et linguistiquement proche du merico (en), un autre créole, il en est toutefois grammaticalement distinct. Il existe des variantes régionales telles le Kru Pidgin English parlé par les pêcheurs kru.

## Caractéristiques grammaticales
Le kreyol utilise no pour exprimer la négation, bi comme copule et, concernant les verbes à l'infinitif, fɔ comme équivalent de l'anglais to.